# ジュリー・ティペッツ
ジュリー・ティペッツ（Julie Tippetts、1947年6月8日 - ）は、イングランドの歌手にして女優である。
結婚前はジュリー・ドリスコール（Julie Driscoll）として活動していた。

## 略歴
ジュリー・ドリスコールは、ボブ・ディランとリック・ダンコによる「火の車 (This Wheel's on Fire)」と、ドノヴァンによる「Season of the Witch」の1960年代バージョンの歌唱で知られており、どちらもブライアン・オーガー・アンド・ザ・トリニティーでのカバー曲であった。トリニティーとともに、彼女は1969年のテレビ特番『33⅓ Revolutions per Monkee』で大きく取り上げられ、ミッキー・ドレンツとソウル・スタイルで「I'm a Believer」を歌った。彼女とオーガーはかつて、ロング・ジョン・ボルドリーやロッド・スチュワートと一緒にスティームパケットで活動していた。
「火の車」は、1968年6月にイギリスで5位、カナダで13位になり、その8月に米国ではビルボードの「Bubbling Under Hot 100 Singles」で106位となった。ディストーション（ゆがみ）を伴う、タイトルのイメージ、グループの衣装やパフォーマンスといったものによって、このバージョンはブリティッシュ・ロック・ミュージックのサイケデリック時代を代表するような作品となった。ドリスコールは、1990年代初頭にエイドリアン・エドモンドソンと、BBCのコメディ番組『アブソリュートリー・ファビュラス』のテーマとして同曲を再びレコーディングした。
1970年代以来、ドリスコールは実験的なボーカル音楽に集中してきた。彼女はジャズ・ミュージシャンのキース・ティペットと結婚し、彼とコラボレーションするようになり、現在では夫の姓のオリジナルのスペリングを採用してジュリー・ティペッツという名前を使用している。彼女はキース・ティペットのビッグ・バンドであるセンティピードに参加し、1974年にロバート・ワイアットのドゥルーリィ・レイン劇場コンサートで歌った。1975年にソロ・アルバム『サンセット・グロウ』をリリースし、カーラ・ブレイのアルバム『トロピック・アペタイト』のリード・ボーカリストを務め、ジョン・ウルフ・ブレナンの「HeXtet」にも参加した。
1970年代後半に、彼女は自分のバンドでツアーを行い、マギー・ニコルズ、フィル・ミントン、ブライアン・イーリーと一緒にボーカル・カルテットの声の1人としてレコーディングおよび演奏を行った。
1980年代初頭、ジュリー・ティペッツはポップ・ジャズ・バンドのワーキング・ウィークの初期シングルの「Storm of Light」でゲスト・ボーカリストを務め、幅広い聴衆から注目を集めた。2009年から2015年の間に、彼女はマーティン・アーチャーと4枚のアルバムを録音した。

## ディスコグラフィ

### ソロ・アルバム
- 『1969』 - 1969 (1971年) ※ジュリー・ドリスコール名義。フィーチャリング・キース・ティペット・グループ
- 『サンセット・グロウ』 - Sunset Glow (1976年) ※ジュリー・ドリスコール名義。フィーチャリング・キース・ティペット
- Shadow Puppeteer (1999年)

### ブライアン・オーガー・アンド・ザ・トリニティー
- 『オープン』 - Open (1967年)
- Jools & Brian (1968年)
- 『ストリートノイズ』 - Streetnoise (1969年)
- 『アントールド・テイルズ - ライヴ1968』 - Untold Tales Of The Brian Auger Trinity (2017年)

### With キース・ティペット
- 『セプトーバー・エナジー』 - Septober Energy (1971年) ※センティピード名義、ロバート・フリップ・プロデュース
- 『ブループリント』 - Blueprint (1972年)
- Ovary Lodge (1976年) ※オヴァリー・ロッジ名義
- Frames (Music For An Imaginary Film) (1978年) ※キース・ティペッツ・アーク名義
- Couple In Spirit (1988年) ※キース & ジュリー・ティペッツ名義
- Spirits Rejoice (1992年) ※デディケーション・オーケストラ
- Twilight Etchings (1993年) ※with Willi Kellers & Keith Tippett
- Ixesha (Time) (1994年) ※デディケーション・オーケストラ
- Couple In Spirit II (1997年) ※キース & ジュリー・ティペッツ名義
- 『ブリストル・コンサート』 - The Bristol Concert (2000年) ※ミュージシャン with ザ・ジョージアン・アンサンブル
- The Dartington Trio (2003年) ※with Keith Tippett and Paul Dunmall
- Dartington Improvising Trio (2004年) ※with Keith Tippett and Paul Dunmall
- Viva La Black: Live at Ruvo Jazz Festival (2004年) ※with Keith Tippett, Louis Moholo and Canto General
- Mahogany Rain (2005年) ※with Paul Dunmall, Philip Gibbs and Keith Tippett
- Live At Le Mans (2007年) ※Keith Tippett Tapestry Orchestra名義
- Couple In Spirit – Live at the Purcell Room (2008年) ※キース & ジュリー・ティペッツ名義
- 『ノスタルジア77・セッションズ・フィーチャリング・キース&ジュリー・ティペット』 - Nostalgia 77 Sessions Featuring Keith & Julie Tippett (2009年) ※キース & ジュリー・ティペッツ名義。ノスタルジア77とのセッション
- Live At The Purcell Room (Couple In Spirit) (2010年) ※キース & ジュリー・ティペッツ名義
- From Granite To Wind (2011年) ※キース・ティペット・オクテット名義
- The Nine Dances Of Patrick O'Gonogon (2016年) ※キース・ティペット・オクテット名義
- A Mid Autumn's Night Dream (2019年) ※キース & ジュリー・ティペッツ名義

### ジュリー・ティペッツ&マーティン・アーチャー
- Ghosts of Gold (2009年)
- Tales of FiNiN (2011年)
- Serpentine (2012年)
- Vestigium (2015年)

### その他の参加アルバム
- Harold Geller Group : Take Me By The Hand (And Lead Me) (1963年)
- ジョン・スティーヴンス、ロン・ハーマン、トレヴァー・ワッツ : Quartet Sequence (1971年)
- カーラ・ブレイ : 『トロピック・アペタイト』 - Tropic Appetites (1974年)
- Various Artists : 『ピーターと狼』 - The Rock Peter and The Wolf (1975年) ※クラシック曲『ピーターと狼』のアレンジ版。ゲイリー・ブルッカー、ビル・ブルーフォード、フィル・コリンズ、ステファン・グラッペリ、ジャック・ランカスター、ジョン・ハイズマン、ブライアン・イーノ、アルヴィン・リー、ゲイリー・ムーア、コージー・パウエル、マンフレッド・マン、キース・ティペット、ヴィヴィアン・スタンシャル参加
- ブライアン・オーガー : Encore (1978年)
- カンパニー : Epiphany (1982年) ※ウルズラ・ オッペンス、フレッド・フリス、ジョージ・ルイス、鈴木昭男、キース・ティペット、吉沢元治、アン・ルバロン、フィリップ・ワックスマン、デレク・ベイリー参加
- ワーキング・ウィーク : 『ファイアー・イン・ザ・マウンテン』 - Fire in the Mountain (1989年)
- Various Artists : Women With Voices (1989年) ※12曲目のみ。with マギー・ニコルズ
- RoTToR : The First Full Turn (1998年)
- マーティン・アーチャー、ジェラルディン・モンク、ジュリー・ティペッツ : Fluvium (2002年)

### 初期英国盤シングル
パーロフォン・レコード (英国):
- "Don't Do It No More" / "I Know You" (1965年6月、R 5296) ※with ブロッサム・トゥズ
- "I Didn't Want To Have To Do It" / "Don't Do It No More" (1966年5月、R 5444)
- "I Know You Love Me Not" / "If You Should Ever Leave Me" (1967年4月、R 5588)